# Andrew Whittington
Andrew Whittington (Williamstown, 11 agosto 1993) è un allenatore di tennis ed ex tennista australiano.
In doppio ha raggiunto le semifinali agli Australian Open 2017 e in un altro torneo ATP, ha vinto diversi tornei nei circuiti minori e il suo miglior ranking ATP è stato il 74º posto nel gennaio 2018. In singolare ha vinto alcuni tornei dell'ITF Men's Circuit, ha disputato due finali Challenger e non è andato oltre il 160º posto nel marzo 2017.
Ha raggiunto il 6º posto nella classifica mondiale juniores. Dopo aver abbandonato il professionismo nel 2019, ha iniziato l'attività di allenatore di tennis.

## Carriera
Gioca nell'ITF Junior Circuit tra il 2007 e il 2011 e vince tre titoli in singolare, tra cui due di Grade 1, e cinque in doppio in tornei minori. Il suo miglior risultato nelle prove juniores del Grande Slam è la finale raggiunta in doppio agli Australian Open 2011 e nel maggio successivo sale al 6º posto nel ranking mondiale di categoria. Nella sua ultima stagione disputa inoltre i quarti di finale nei tornei juniores doppio a Wimbledon e agli US Open.
Fa la sua prima apparizione tra i professionisti nel novembre 2009 in un torneo australiano del circuito ITF Futures, disputa alcuni altri tornei nel 2010 e nella prima parte del 2011. Inizia a giocare con continuità nel settembre 2011 e a novembre alza il suo primo trofeo da professionista vincendo assieme a Luke Saville il torneo ITF di doppio del Futures Australia F12, e si ripetono la settimana successiva vincendo anche l'Australia F13.
Apre il 2012 facendo il suo esordio con una wild card in una prova del Grande Slam assieme a Saville agli Australian Open e vengono sconfitti al primo turno. Nel corso della stagione vince tre tornei Futures di doppio con Alex Bolt in Europa e due con Saville in Australia, fa inoltre il suo debutto in singolare e in doppio nei tornei del circuito Challenger. Nel 2013 vince i suoi primi due titoli in singolare della carriera in tornei ITF Futures e se ne aggiudica altri cinque in doppio. A ottobre disputa la sua prima finale Challenger in doppio a Melbourne, e in coppia con Bolt viene sconfitto da Thanasi Kokkinakis / Benjamin Mitchell.
Consegue il primo grande risultato della carriera nel gennaio 2014 raggiungendo con Bolt i quarti di finale agli Australian Open, eliminano tra gli altri le teste di serie nº 3 David Marrero / Fernando Verdasco e vengono sconfitti da Daniel Nestor / Nenad Zimonjić; Whittington guadagna 153 posizioni nel ranking e sale alla 119ª. Entra nella top 100 a maggio, quando con Bolt si aggiudica il primo titolo Challenger in carriera ad Anning, superando in finale Daniel Cox / Gong Maoxin con il punteggio di 6-4, 6-3. Il mese successivo superano le qualificazioni a Wimbledon ed escono di scena al primo turno. Nel prosieguo della stagione ottiene qualche altro buon risultato nei tornei minori e a settembre sale alla 90ª posizione mondiale.
All'inizio del 2015 perde assieme a Bolt la finale all'Onkaparinga Challenger, mentre non vanno oltre il terzo turno agli Australian Open e Whittington perde diverse posizioni in classifica. Si riporta a ridosso della top 100 con buone prestazioni nei tornei minori, sulle quali spicca il titolo Challenger vinto a novembre con Bolt al Canberra International Tennis.
Dopo che la federazione australiana aveva interrotto i sovvenziamenti che gli faceva avere da quando era juniores, nel 2016 si impegna per ottenere risultati in singolare. All'esordio stagionale raggiunge la sua prima semifinale Challenger in carriera nella specialità a Onkaparinga. A marzo torna a vincere un titolo in singolare dopo oltre due anni all'Australia F3 e nel prosieguo della stagione vincerà altri tre tornei Futures. A luglio disputa la sua prima finale Challenger in singolare al Gimcheon Open contro Max Purcell, ed è costretto al ritiro nel terzo set. A settembre supera per la prima volta le qualificazioni di singolare in un torneo ATP a Shenzhen e si spinge fino al secondo turno eliminando Luca Vanni. Chiude la stagione con il nuovo miglior ranking in singolare alla 170ª posizione. Cala invece il rendimento in doppio, vince in stagione solo quattro titoli Futures e a novembre esce dalla top 300.
Il 2017 si apre con il risultato più prestigioso mai conseguito da Whittington, che in coppia con Marc Polmans raggiunge la semifinale di doppio agli Australian Open 2017; sconfiggono grandi interpreti della specialità come le teste di serie nº 8 Daniel Nestor / Édouard Roger-Vasselin, le nº 11 Jean-Julien Rojer / Horia Tecău e nei quarti i numeri 1 e 2 del mondo Nicolas Mahut / Pierre-Hugues Herbert. In semifinale cedono per 4-6, 4-6 ai vincitori del torneo Henri Kontinen / John Peers, Whittington guadagna 225 posizioni in classifica e fissa il nuovo miglior ranking all'86ª. Gli viene inoltre assegnata una wild card in singolare e supera il nº 86 del mondo Adam Pavlásek prima di essere eliminato da Ivo Karlović. Ottiene altri buoni risultati in singolare e a marzo raggiunge la 160ª posizione, che rimarrà il miglior ranking in carriera.
Sempre in singolare, supera le qualificazioni ed esce al primo turno a Wimbledon per mano di Thiago Monteiro dopo aver vinto il primo set, e a novembre perde la finale allo Hua Hin Challenger contro John Millman. In doppio sale al 76º posto dopo la finale persa in febbraio al Challenger di Launceston assieme ad Alex Bolt, con il quale a luglio disputa la sua seconda e ultima semifinale del circuito maggiore a Newport e vengono sconfitti da Matt Reid / John-Patrick Smith. A fine stagione disputa altre due finali Challenger in doppio e vince quella di Toyota in coppia con Max Purcell.
Nel 2018 non ripete i risultati dei precedenti Australian Open, scende nel ranking in entrambe le specialità e chiude la stagione di doppio con largo anticipo a fine aprile poco dopo aver vinto il suo ultimo titolo in carriera a Taipei in coppia con Matthew Ebden, con il successo in tre set in finale su Prajnesh Gunneswaran / Saketh Myneni. A giugno farà due fugaci apparizioni in singolare nelle qualifiche di tornei inglesi sull'erba. Torna nel circuito nel gennaio 2019 per giocare due soli tornei e a fine mese chiude la carriera dopo la sconfitta subita al primo turno in singolare e in doppio al Challenger di Launceston.

## Statistiche
Aggiornate al termine della carriera.

### Tornei minori

#### Singolare

##### Vittorie (8)
| Legenda tornei minori |
| Challenger (0)        |
| Futures (8)           |

##### Sconfitte (6)
| Legenda tornei minori |
| Challenger (2)        |
| Futures (4)           |

| N. | Data             | Torneo                      | Superficie | Avversario in finale | Punteggio               |
| 1. | 24 luglio 2016   | Gimcheon Open, Gimcheon     | Cemento    | Max Purcell          | 6–3, 6(6)–7, 1–5 (rit.) |
| 2. | 26 novembre 2017 | Hua Hin Challenger, Hua Hin | Cemento    | John Millman         | 2–6, 2–6                |

#### Doppio

##### Vittorie (22)
| Legenda tornei minori |
| Challenger (4)        |
| Futures (18)          |

| N. | Data             | Torneo                                    | Superficie    | Compagno      | Avversari in finale                | Punteggio        |
| 1. | 3 maggio 2014    | ATP China International Challenge, Anning | Terra battuta | Alex Bolt     | Daniel Cox Gong Maoxin             | 6–4, 6–3         |
| 2. | 11 novembre 2015 | Canberra International Tennis, Canberra   | Cemento       | Alex Bolt     | Brydan Klein Dane Propoggia        | 7–6(2), 6–3      |
| 3. | 18 novembre 2017 | Toyota Challenger, Toyota                 | Cemento (i)   | Max Purcell   | Ruben Gonzales Christopher Rungkat | 6–3, 2–6, [10–8] |
| 4. | 14 aprile 2018   | Santaizi ATP Challenger, Taipei           | Cemento (i)   | Matthew Ebden | Prajnesh Gunneswaran Saketh Myneni | 6–4, 5–7, [10–6] |

##### Sconfitte (9)
| Legenda tornei minori |
| Challenger (5)        |
| Futures (4)           |

| N. | Data             | Torneo                                    | Superficie    | Compagno        | Avversari in finale                  | Punteggio |
| 4. | 21 ottobre 2013  | Melbourne Challenger, Melbourne           | Cemento       | Alex Bolt       | Thanasi Kokkinakis Benjamin Mitchell | 3–6, 2–6  |
| 2. | 11 gennaio 2015  | Onkaparinga Challenger, Onkaparinga       | Cemento       | Alex Bolt       | Oleksandr Nedovjesov Andrej Kuznecov | 5–7, 4–6  |
| 3. | 3 maggio 2015    | ATP China International Challenge, Anning | Terra battuta | Karunuday Singh | Bai Yan Wu Di                        | 3–6, 4–6  |
| 4. | 11 febbraio 2017 | Launceston International, Launceston      | Cemento       | Alex Bolt       | Bradley Mousley Luke Saville         | 1–6, 2–6  |
| 5. | 5 novembre 2017  | Canberra International Tennis, Canberra   | Cemento       | Luke Saville    | Alex Bolt Bradley Mousley            | 3–6, 2–6  |